# Rhinopias cea
Rhinopias cea es una especie de pez marino que pertenece a la  familia Scorpaenidae. Es endémico de la Isla de Pascua. Tiene un color naranja rojizo con manchas de color marrón oscuro, y puede alcanzar una longitud de 20,2 cm.  Esta especie solo se conoce del holotipo que fue capturado con la mano en febrero de 1985 en el fondo rocoso, 5 m por debajo de la superficie de las aguas marinas de la Isla de Pascua. La especie Rhinopias cea fue nombrada en honor del Dr. Alfredo Cea Egaña, en reconocimiento por su contribución al conocimiento de los peces de la Isla de Pascua.